# 闻渊
闻渊（1480年—1563年），字静中，号石塘，人称“闻太师”，浙江鄞县（今浙江宁波）人。明朝大臣，历官四十五载，历职有二十七任之多。

## 生平
弘治十七年（1504年）甲子科浙江鄉試舉人，弘治十八年（1505年），會試第二百八名，殿试二甲四十九名进士出身，初授礼部主事，后改为刑部主事。
杨一清掌管吏部时，调渊稽勋员外郎。任考功郎中，改掌文选司，正德十三年十二月升南京通政司右通政。
嘉靖初年，擢应天府尹，嘉靖三年（1524年）六月改任顺天府尹。五年六月升太常寺卿，六年六月累迁南京兵部右侍郎，掌管部务。八年召为刑部右侍郎，九月迁刑部左侍郎。九年考满，嘉靖十二年（1533年）五月进南京刑部尚书，十八年閏七月调任南京吏部。二十一年十月召为刑部尚书，二十三年七月九年秩满，诏加太子少保。周用逝世后，二十六年正月改任吏部尚书之职，二十六年六月加太子太保。二十八年九月致仕，
闻渊虽耿直，但嫌过于独断。曾参与“大礼议”之争。闻渊曾痛陈大宦官刘瑾的五大罪状。
闻渊七十高龄时，辞官获准，回乡，居于月湖之畔天官第。八十四岁时，在家中逝世。嘉靖二十一年（1542年），加封太子太保。卒赠少保，谥庄简，葬于栎社（今宁波）。

## 评论
《明史》：“渊居官始终一节。晚扼权相，功名颇损。”

## 轶事
在南刑部时，张璁先为曹属，尝题诗于壁，属渊勒石后堂。渊曰：“此尚书堂也，吾敢以相君故，为郎官勒石耶？”

## 家族
曾祖聞可信。祖父聞口。父聞口口。母何氏。慈侍下。子聞思學。

## 延伸阅读
[在维基数据编辑]
 《國朝獻徵錄·卷之二十五》，出自焦竑《國朝獻徵錄》
 《明史卷二百〇二》，出自《明史》